# Annabee-Nox
Annabee-Nox var ett svenskt popband som spelade 1963–1968. Bandet bestod av Ola Hammarlund från Alfta, Kent Millholt, Rolf Bood (numera Sundberg), Carl-Erik Swartz (numera Carl Swartz), Hans Södergren, Ulf Åslund och Björn Widing. 
Bandets något märkliga namn beror på att en av gruppmedlemmarna fick syn på en text med ordet "konstisbana" och läste det (felaktigt) baklänges som "anabinoks" - vilket man valde att stava på anglosaxiskt vis. Ibland stavade gruppen Nox med ks - alltså Noks - och sedan kryssade man över ks med ett x. Gruppen gav ut totalt sju singlar mellan 1965 och 1968. De medverkade dessutom på en flexi-skiva 1966 som Bildjournalen gav ut. Totalt finns alltså 15 låtar bevarade på skiva.
Anders F Rönnblom utgav 1994 en sång om 60-talets Stockholm med titeln annabeenox: "Vi har kommit långt bort från Kingside och Harlem / Långt bort från ljusen i staden / Långt bort från den ringlande raden av alla dom som älskade annabeenox... annabeenox..."